# Бугаево (озеро)
Буга́ево — озеро в Койбальской степи на территории Алтайского района, в 5 км от села Новомихайловка, в долине реки Енисей.

## Географические сведения
- Длина — до 5 км;
- Ширина — около 2 км;
- Площадь — 250 га;
- Вытянуто с юго-запада на северо-восток;
- Происхождение — искусственный водоём, образовавшийся на месте маленького озера во время введения Койбальской оросительной системы;
- Бессточное;
- Вода — слабо минерализованная;
- Берега — пологие, с типичной степной растительностью;
- Время замерзания — октябрь-ноябрь;
- Время вскрывания — апрель-май;
- Место гнездования и остановки на пролёте водоплавающих птиц.